# Сони Листън
Чарлз Л. Листън (на английски: Charles L. Liston), по-известен като Сони (на английски: Sonny Liston) е американски професионален боксьор, световен шампион в тежка категория (1962).
Поставен е на 15 място сред „100-те най-големи удрячи за всички времена“, от най-престижното списание за бокс „The Ring Magazine“. Отличава се с много силен удар с дясната ръка, мощен ъперкът и непрекъснат натиск върху противника.

## Кратка биография
Листън е роден в плантацията „Морлейдж“, окръг Сейнт Франсис, щат Арканзас. Той е 12-о от 13 деца, родени в семейството на Тоби Листън и Елена Баскин. Малкия Листън често търпи чести побои като дете. Когато е на 13-годишна възраст, той избягва от баща си.
Като тийнейджър е осъден да лежи в затвора, за участие в обир на бензиностанция. В затвора боксовия му талант е открит от католическия свещеник, който освен за бокса, му помага да напусне затвора по-рано.

### Аматьорски бокс
През 1952 г., навръх празника Хелоуин, Листън започва своята кратка кариера в аматьорския бокс. Той спечелва няколко аматьорски турнира, включително и този за престижните „Златни ръкавици“. Един от боксьорите, които побеждава по това време, е Олимпийския шампион в тежка категория Ед Сандърс.

### Професионална кариера
Листън се характеризира с изключително мощния си удар, който набира енергия от огромната дистанция, която покрива при удар. Разстоянието от юмрук до юмрук е над 84 инча (около 210 см). Сони Листън бе и боксьорът с най-голям юмрук (обиколка около 40 см.) в историята на бокса, преди да се появи друг Световен шампион в тежка категория - руския гигант Николай Валуев, който е висок 213 см. Той притежава забележително по-развита като мускул лява ръка, което може би потвърждава слуховете, че е левичар, който е възприел класическа бойна стойка (гард), с предностояща лява ръка.
Листън прави своя професионален дебют на 2 септември 1953 г. в бой с Дон Смит, игран в Сейнт Луис.
Малко по-късно, в мач игран в град Детройт, щата Мичигън, Листън се изправя срещу Джон Съмърлайн (19п-1з-2р), и го побеждава в 8 рунд.
Сони губи тежко мач от Марти Маршал (наричан „Бомбардировача от Детройт“), на 7 септември 1954 г. В третия рунд, Маршал чупи челюстта на Листън с мощен десен удар, докато Листън му се присмива на обратния гард. Листън успява да играе в това си състояние още 8 рунда, въпреки болката.
През 1955 г. Листън спечелва шест битки, пет с нокаут, включително преиграването на мача с Марти Маршал, когото той нокаутира в шестия рунд. В трети мач с Маршал, игран през 1956 г., побеждава със съдийско решение, но през месец май същата г., Листън отново се забърква в проблеми със закона, като е обвинен за побой над полицай. Осъден е да изработи 6 месеца обществено-полезен труд и да не се боксира до 1957 г.
През 1958 г., той се завръща към бокса, печели осем битки с нокаут през тази г.
1959 г. е забележителна година за кариерата на Листън, защото печели четири знаменателни победи, три от които са срещу Майк Диджон (нокаут в шести рунд), No 1 претендент за титлата Кливланд Уилямс (нокаут в трети рунд) и Нино Валдес (също нокаут в трети рунд).
Въпреки че се движи нагоре в ранглистата, Листън има трудности в опитите да предизвика Световния шампион в тежка категория Флойд Патерсън.
През 1960 г., Листън печели още пет мача, включително и преиграването с Кливланд Уилямс, който продължи само два рунда, преди Уилямс да бъде изпратен в нокаут. Побеждава с нокаут Рой Харис (първи рунд), и претендента за титлата в категорията Зора Фоули (нокаут в трети рунд). Еди Мейхен е единствения боксьор, който не е нокаутиран от Листън, но все пак той печели със съдийско решение в 12-рундов мач.

### Патерсън – Листън
| Видео кадри от мача за титлата в тежка категория между Сони Листън и Флойд Патерсън Чикаго, САЩ, 25 септември 1962 г. |
| --- |

През 1962 г., Флойд Патерсън окончателно подписва за мач за титлата с нетърпеливия Листън. Битката е планирано да се проведе в Ню Йорк, но Нюйоркската Боксова Комисия му отказва лиценз, заради криминалното му минало.
В резултат, мача за титлата е преместен в „Комискей Парк“, Чикаго, Илинойс. Мача се състои на 25 септември същата година, като Листън става Световен шампион, нокаутирайки Патерсън още в първия рунд. Въпреки победата, Листън не е популярен сред спортната общественост, и е тежко разочарован, когато при завръщането в родния си град Филаделфия, феновете, не се появяват на летището за да го поздравят за успеха.
Патерсън и Листън подписват договор за повторен мач, който трябва да се проведе на 22 юли 1963 г., в Лас Вегас, Невада. Този мач продължава две секунди по-дълго, отколкото първия мач. Листън отново нокаутира Патерсън в първия рунд. След втория си мач, спечелен с опустошителен нокаут срещу Патерсън, Листън започва да се смята от боксовата общественост като непобедим.
Тогава идват времената на Касиус Клей (по-късно известен като Мохамед Али).

### Листън – Клей
Листън остава на върха в продължение на две години, докато среща на 25 февруари 1964 г., в Маями, Флорида новата звезда на световния бокс Касиус Клей. мача е изключително интересен и динамичен, но в началото на 7 рунд, сони листън отказва да продължи мача, поради нетърпими болки в лявото рамо. Така Касиус Клей става Световен шампион за първи път.
На 25 май 1965 г., Листън и Клей (вече известен като Мохамед Али), се изправят отново един срещу друг в мач реванш за титлата. Този мач беше първоначално е насрочен да се състои в Бостън, Масачузетс, но Али, в седмицата преди борбата е хоспитализиран с диагноза херния. Мачът е пренасрочен да се играе в малкия град Люистън, щата Мейн.
| Кратък филм от мача-реванш за титлата в тежка категория между Сони Листън и Мохамед Али Люистън, Мейн, САЩ, 25 май 1965 г. |
| --- |

В този мач, продължил по-мълко от две минути, Али нокаутира Листън с изключително бърз удар, в който изглежда да не е вложена сила от страна на шампиона. Въпреки това, Листън пада по гръб, разпънал ръце встрани от тялото. Премята се веднъж и става олюлявайки се. През това време Али крещи над него „Стани и се бий“. Рефера на мача Джо Уолкът така и не успява да изпрати Али в ъгъла и да отброи нокдаун на Листън.
Докато рефера разговаря със секундантите на Листън, Али нетърпеливо подскача зад гърба на съдията и чака да се поднови мача, вместо да стои в неутралния ъгъл. Тогава съдията отива да разговаря с хората от ъгъла на Листън, но Али започва да налага Листън. Съдията се хвърля между двамата и прекратява мача. Тогава на ринга се изсипват множество хора, настава хаос а ринга е обграден от полиция.
Журито обявява Али за победител с технически нокаут в първи рунд.
Няколко дни по-късно, едно от най-престижните спортни списания в света „Sports Illustrated“, излиза със снимка на първа страница, на която Али се е навел над Листън и му крещи „Стани и се бий“. Снимката е обявена за една от най-великите спортни снимки за всички времена.

### След загубата на титлата
След втората загуба на Али, Листън взе няколко години почивка от бокса, като се завръща през 1966 и 1967 г., като печели четири последователни мача в Швеция, които са промотирани от бившия Световен шампион в тежка категория Ингемар Йохансон. С нокаут е победен Амос Джонсън, който е победил Хенри Купър. През 1968 г., той спечелва седем битки, всички с нокаут, включително и една в Мексико. През тази г., той спря младия и перспективен боксьор Хенри Кларк (нокаут в седми рунд), който бе класиран на 5 място в ранглистата.
През 1969 г., Листън има три победи и една загуба. Сред неговите победи е и 10-рундов мач, спечелен със съдийско решение над Били Джойнър, игран в Сейнт Луис. През декември обаче, Листън загубва с нокаут в девети рунд от Леотис Мартин, в мач игран в Лас Вегас, след като доминира в по-голямата част от мача. За Л. Мартин кариерата на боксьор, приключва след този мач, защото получава нараняване на ретината. Листън спечелва своя последен мач, срещу Чък Уепнер с технически нокаут, през юни 1970 г.

## Смърт
През 1970 г., Листън е в преговори за мач с Джордж Чувало, който да се играе в Питсбърг, когато е намерен мъртъв от съпругата му в Лас Вегас, в ранните часове на 5 януари 1971 г. Полицията в Лас Вегас дава заключение, че няма признаци за престъпление.
Причината за смъртта на Листън остава мистерия. Полицията обявява за причина свръхдоза хероин. Както е документирано в шоуто „Нерешени загадки“, властите откриват убождания от спринцовка на дясната ръка, и спринцовка край тялото му, както и малки пликчета с хероин в кухнята. Власти обявяват, че причина за смъртта е и свръхдоза хероин, въпреки че аутопсията на тялото показа само малки количества морфин и кодеин в тялото на Листън, прекалено малки за свръхдоза.
Погребан е в Лас Вегас, като на надгробната му плоча е написано просто A Man.